# Joseph Schomacker
Joseph Schomacker (Riga, Letònia, 31 de maig de 1859 – Radebeul, Saxònia, 1931) va ser un regatista letó que va competir a començaments del segle XX sota bandera russa.
El 1912 va prendre part en els Jocs Olímpics d'Estocolm, on va guanyar la medalla de bronze en la categoria de 10 metres del programa de vela. Brasche navegà a bord del Gallia II junt a Esper Beloselsky, Ernest Brasche, Karl Lindholm, Nikolai Puschnitsky, Aleksandr Rodionov i Philip Strauch.